# Maria Musch
Maria Musch, död 21 april 1635 i Rotterdam, var en holländsk redare och handelsman. Hon drev från 1616 valfångst runt Jan Mayen och var en av de mest betydelsefulla aktörerna inom denna gren av den holländska ekonomin vid 1600-talets början.
Hon var dotter till Cornelis Cornelisz. Matelief och Aefje Claesdr. van der Horst, och gifte sig 1591 med Jan Musch (d. 1610), köpman och borgmästare i Rotterdam. Hon fick sju barn och blev bland annat farmor till Elisabeth Musch. Efter makens död 1610 tog hon över hans handelsföretag i bland annat fisk och salt, och var framgångsrik i affärer. Hon var medlem i valfångsföretaget Kleine Noordse Compagnie från dess grundande 1616. Det var då ett pionjärföretag ämnat att tillgodose marknadens begär efter fetter. Maria Musch var en betydande delägare med 25 procent av kostnaderna.
Viken Maria Muschbukta på Jan Mayen har fått sitt namn efter henne.